# Cultura Nazca
Nazca és una cultura arqueològica de l'Antic Perú que es va desenvolupar a les valls de l'actual departament d'Ica, al voltant del segle i i va entrar en decadència al segle vii. El seu centre estava ubicat a Cahuachi, al marge esquerre del riu Gran, a l'actual província de Nazca.
El seu territori va arribar a abastar des de Chincha pel nord, fins a Arequipa pel sud. Fins al segle vi, van augmentar els seus contactes amb la zona andina, arribant inclusivament fins a les zones altes d'Ayacucho. Aquest contacte va tenir especial importància en la formació de la cultura huari.
Un aspecte distintiu de Nazca és la ceràmica policromada, amb figures d'homes, animals i plantes. En moltes ceràmiques, es representen homes mutilats. L'art tèxtil va florir a partir del desenvolupament a l'època dels Paracas. Van tenir un estil propi de treball dels metalls, encara que de menor qualitat al de l'època de Chavín.

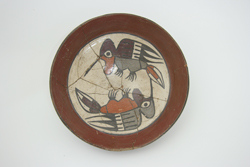
Plat amb pintats amb colibrís

El més impressionant d'aquesta civilització són els traços efectuats a les Pampas de Jumana, conegudes com les línies de Nazca, que representen figures gegantines d'animals, éssers humans i dissenys geomètrics, fets a una escala extraordinàriament gran i amb molta precisió. Se n'ignora la fi, encara que s'ha teoritzat que fos un calendari gegantí, resultat d'observacions astronòmiques. Segons les darreres troballes i estudis presentats el maig de 2015 per part de la Universitat de Yamagata al Japó, es postula que les línies servien com a epicentres de l'activitat ritualista tant dels Nazca com d'altres cultures circumdants. S'ha revelat que les línies van ser fetes per més d'una cultura i en moments històrics diferents. D'aquesta manera complien una funció integradora per a totes les cultures que jeien entre la costa i la serra d'Ica. Es conclou, també, que servien per adornar el camí del pelegrí cap a la ciutat de Cahuachi, centre sociopolític de la cultura Nazca, ja que les línies estan fetes per veure's des de certa altura.
L'economia Nazca estava basada en l'agricultura intensiva. Els Nazca van aconseguir resoldre el problema de terres erisses a la costa mitjançant l'ús d'una xarxa d'aqüeductes, que constitueix una veritable gesta de la seva enginyeria hidràulica.

## Estudis

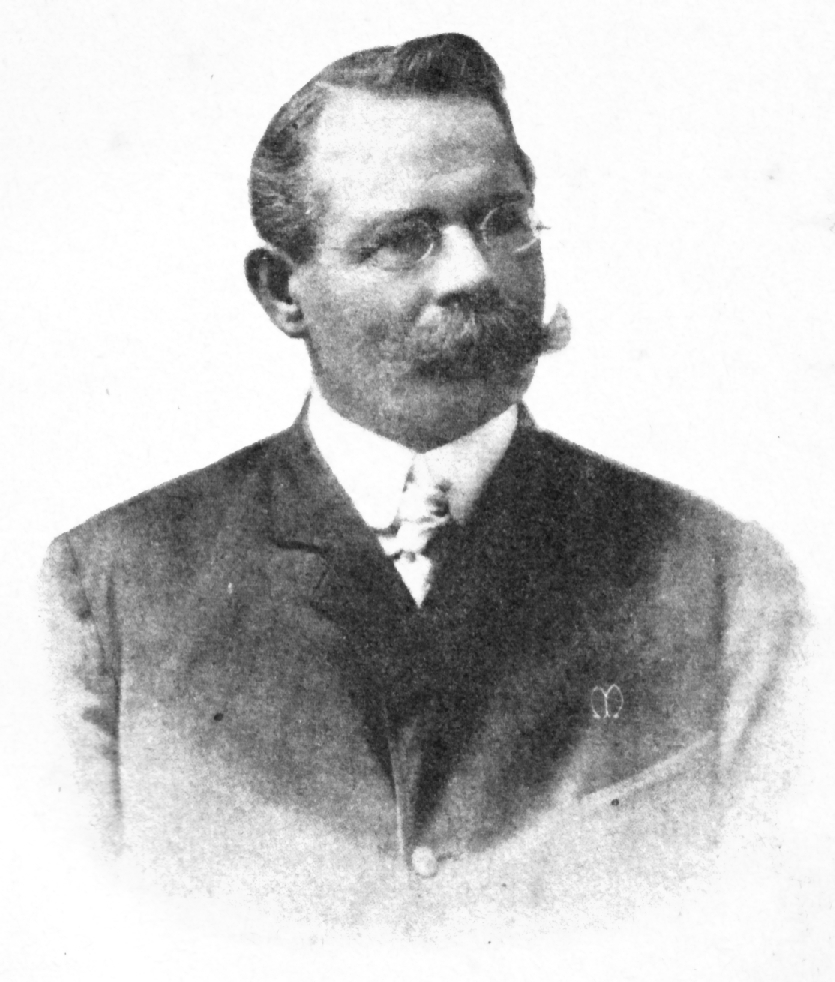
L'arqueòleg alemany Max Uhle, descobridor científic de la cultura Nazca.

El descobridor científic de la cultura Nazca va ser l'arqueòleg alemany Federico Max Uhle, qui la va estudiar per primera vegada entre els anys 1900 i 1901. Amb les troballes que va fer a Ocucaje, Uhle va identificar l'origen i les característiques d'aquesta cultura, que va anomenar Proto-Nazca, ia la qual cronològicament va ubicar com a anterior a l'expansió de Tiahuanaco (avui Tiahuanaco-Huari), al costat d'altres cultures identificades també per ell: Proto-Chimú (Moche) i Proto-Lima. Va dividir alhora Proto-Nazca en dues fases, la primera caracteritzada per la seva ceràmica decorada amb figures realistes o esquemàtiques, i la segona per incloure dibuixos molt estilitzats, que ocupaven tot l'espai disponible a la superfície. John Rowe va denominar aquestes fases, Nazca Monumental i Nazca Prolífero, respectivament.
Posteriorment, molts investigadors es van interessar també per aquesta cultura, entre ells Juliol C. Tello, Toribio Mejía Xesspe, Paul Kosok i María Reiche.
Altres estudiosos destacats són Donald Proulx (1968) sobre la ceràmica; Francisco González García (1978) i Katharina Schreiber en col·laboració amb Josué Lancho (1988) sobre els aqüeductes; i Giuseppe Orefici (1988) i Helaine Silverman (1993) sobre Cahuachi, de la qual es diu que va ser la capital dels Nazca.

## Origen i difusió
Es va desenvolupar a la costa sud del Perú, a l'actual Regió Ica, que comprèn les valls de Chincha, Pisco, Ica, Riu Gran i els seus tributaris (Nazca, Palpa, L'Enginy), fins a la vall d'Acarí, que ja és a la Regió Arequipa ; aquestes valls travessen una zona costanera desèrtica.
En la fase final, la ceràmica Nazca es va irradiar fins a la serra, a Ayacucho, on poc després va rebre la influència de l'estil Tiahuanaco (cultura), vingut de l'altiplà. D'aquesta conjunció va néixer l'estil cultural huari, que posteriorment s'estendria fins a l'àrea mateixa de la cultura Nazca.

## Continuïtat

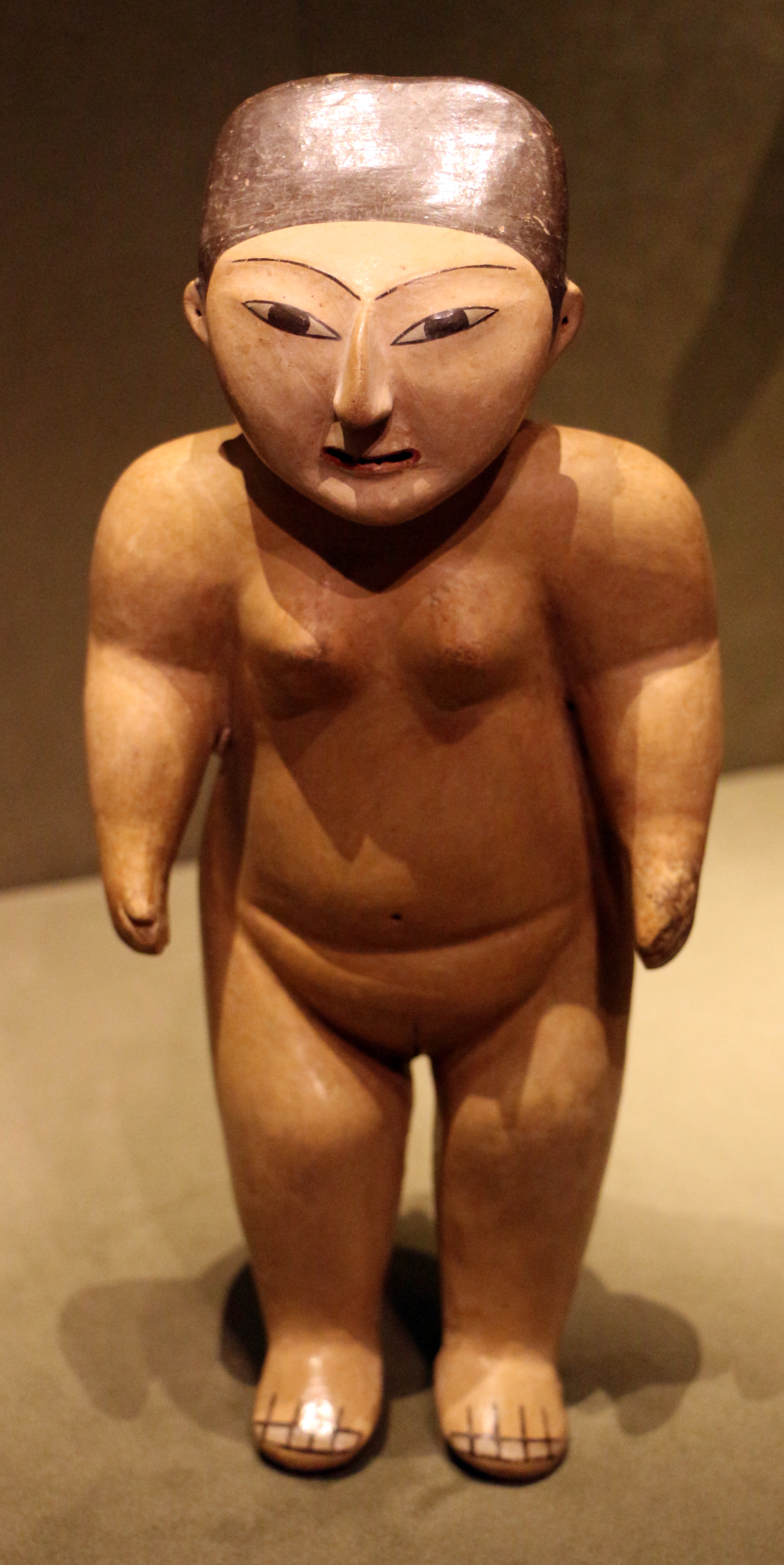
Venus Nazca

La cultura Nazca va estar fortament influenciada per l'anterior cultura toparà (Paracas-Necròpoli), que es va desenvolupar també en aquest territori; ambdues tenien les mateixes tradicions i van usar les mateixes tècniques d'agricultura. Eren també cultures militars.
Els toparà són coneguts pels seus tèxtils extremadament complexos i bells; els Nazca, en canvi van produir una sèrie de belles ceràmiques i geoglifos (les Línies de Nazca), i van construir un impressionant sistema subterranis d'aqüeductes, conegut com puquios, que continuen funcionant avui dia.

## Etapes
La història dels Nazca es divideix en quatre etapes:
- Nazca primitiu: Les primeres comunitats Nazcas es desenrotllaven a la conca del riu Gran, amb ceràmica pròpia, sense influències foranes.
- Nazca mitjà: És l'època de la formació de la cultura, sota la influència de la cultura Paracas-Necrópolis (ara coneguda com a cultura toparà). Comencen les representacions iconogràfiques dels seus déus als seus ceramis i tèxtils. També sorgeix el centre cerimonial i administratiu de Cahuachi.
- Nazca tardà: És una època de canvis, quan Cahuachi és abandonada, traslladant-se la seva població a un altre lloc. Destaca el centre de La Estaquería. Es creu que els Nazcas van establir llavors relacions amb els huarpas, un poble de la serra, prop de l'actual Ayacucho, contacte que va tenir fonamental importància en el sorgiment de la cultura wari.
- Nazca Final: És la decadència, que s'inicia cap al 700 d. C. Se'n desconeixen les causes; possiblement es van deure a una combinació de revessos climàtics, ja que hi ha evidències d'un retrocés de la frontera agrícola, a costa del desert. Una altra possibilitat és l'arribament de poblacions bel·licoses, com els waris.

## Llocs arqueològics
A la vall d'Ica:
- Turó Max Uhle
- La Tinguiña

A la vall de Rio Grande:
- Ventilla

A la vall de Nazca:
- L'Estaqueria
- Cementiri de Chauchilla

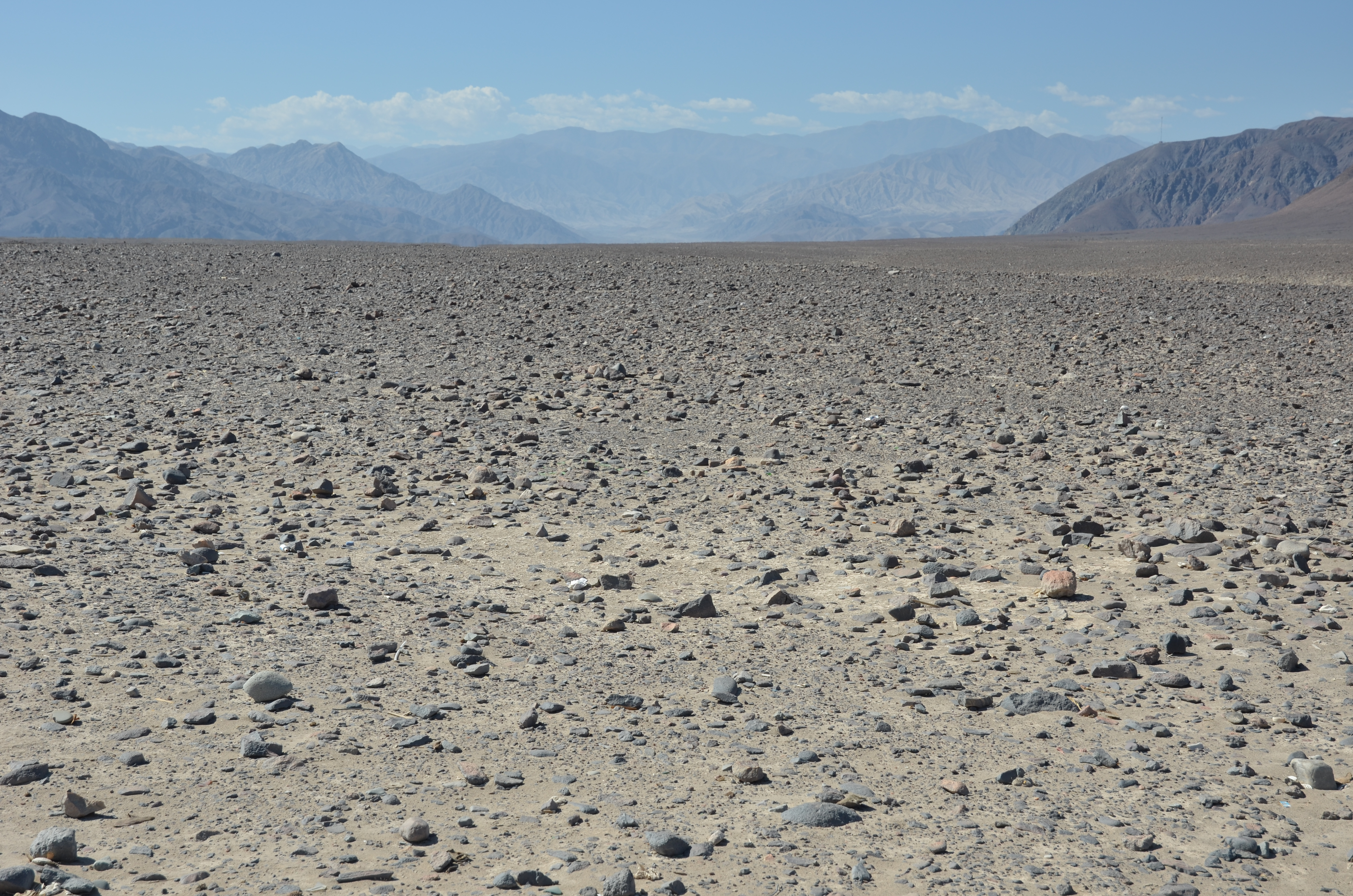
Desert costaner en Nazca

- Cahuachi (possiblement el principal centre cerimonial, per la seva gran extensió)
- Pueblo Viejo

A la vall de El Ingenio::
- Temple Pintat de L'Enginy

A la vall de Palpa:
- La Muña

Als deserts de Nazca i Palpa:
- Línies de Nazca

A la vall d'Acarí:
- Chaviña
- Tambo Viejo

## Economia

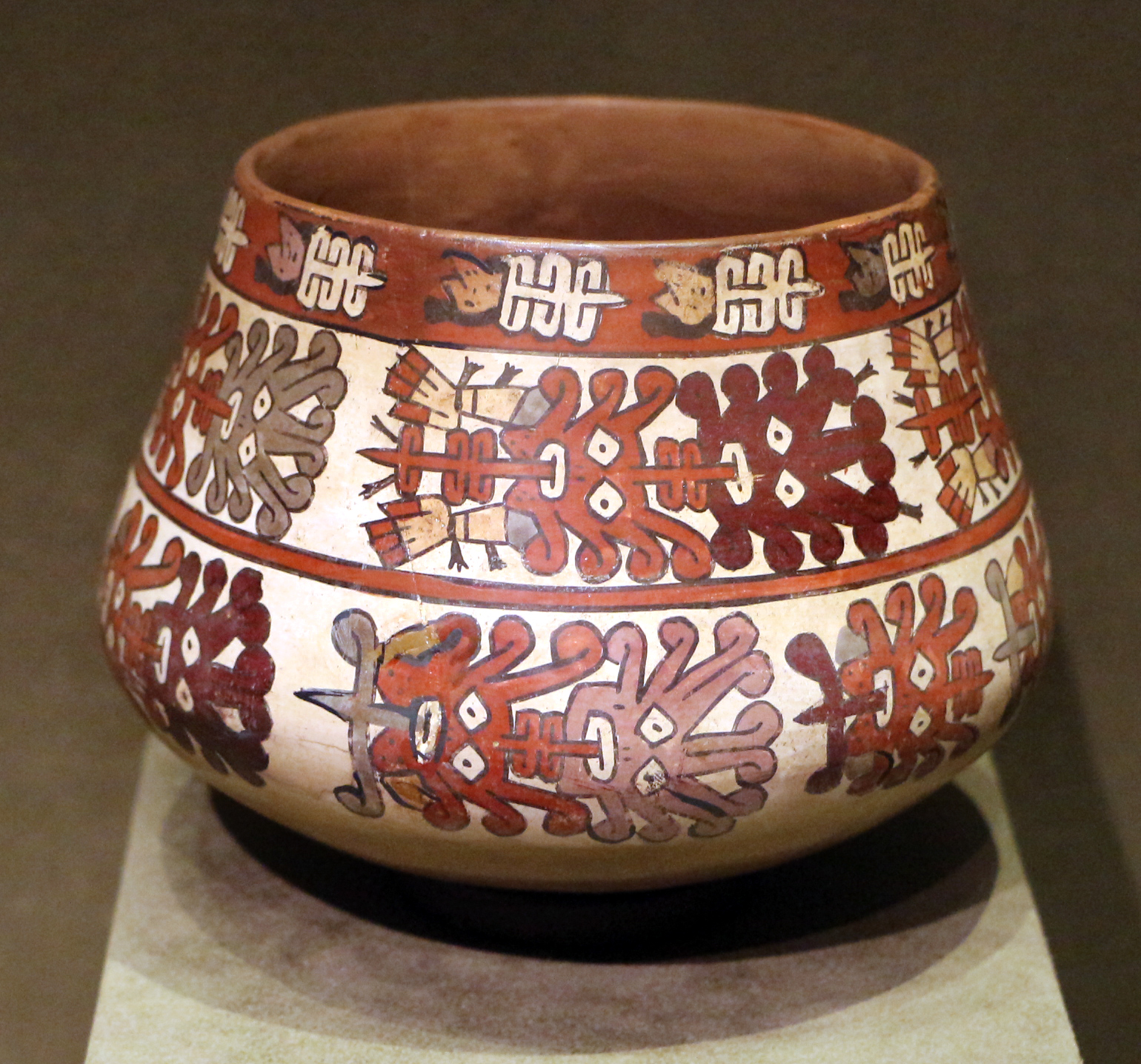
Recipient

Els Nazcas van ser una cultura l'economia de subsistència de la qual estava consolidada en una agricultura intensiva.

### Agricultura
La base de l'economia era l'agricultura, activitat que es va presentar per als Nazca com un repte difícil de superar per les característiques geogràfiques de la regió on es van desenvolupar, ja que el clima és força sec, les terres agrícoles són poques i hi ha poca aigua per a el regadiu a causa del poc cabal que porten els rius d'aquesta regió del Perú especialment els de la conca del riu Gran. Sobre això, el savi Antonio Raimondi va observar que:

« Al subsòl de Nazca hi ha aigua subterrània, però, trobant-se aquesta a la profunditat de 4 o 5 metres, no pot servir per a reg dels terrenys. El riu, comunament, només té aigua corrent durant 40 dies l'any, de manera que, per més de 10 mesos Nazca mancaria d'aigua si no fos pels treballs empresos pels antics indis. »

La manera com van resoldre els Nazcas aquest problema és un dels èxits més admirables de la seva cultura. Aplicant una notable tecnologia hidràulica, van construir aqüeductes, canals i pous que van permetre abastir permanentment d'aigua els terrenys de cultiu, aconseguint desenvolupar una agricultura sòlida.
Els principals cultius van ser: blat de moro, frijol, carabassa, zapallo, iuca, maní, ají, guaiaba, lúcuma, pacae i cotó. Amb aquest últim desenvolupaven els seus teixits i vestimenta.

### Pesca
Els Nazca vivien davant d'un ric mar els productes del qual aprofitaven mitjançant la pesca i el marisqueig. Aquesta relació amb el mar s'evidencia en moltes de les decoracions que apareixen a la seva ceràmica. No només hi apareixen icones marins com la balena, sinó també representacions d'aquestes activitats. A més de la pesca i el marisqueig es creu que la caça ha d'haver estat una altra activitat econòmica complementària.

### Comerç
Els Nazca van realitzar també activitats comercials de relativa importància, intercanviant els seus productes excedents com les ceràmiques i textileries amb societats relativament allunyades de la costa, com els huarpes, a la serra.

## Assoliments tecnològics

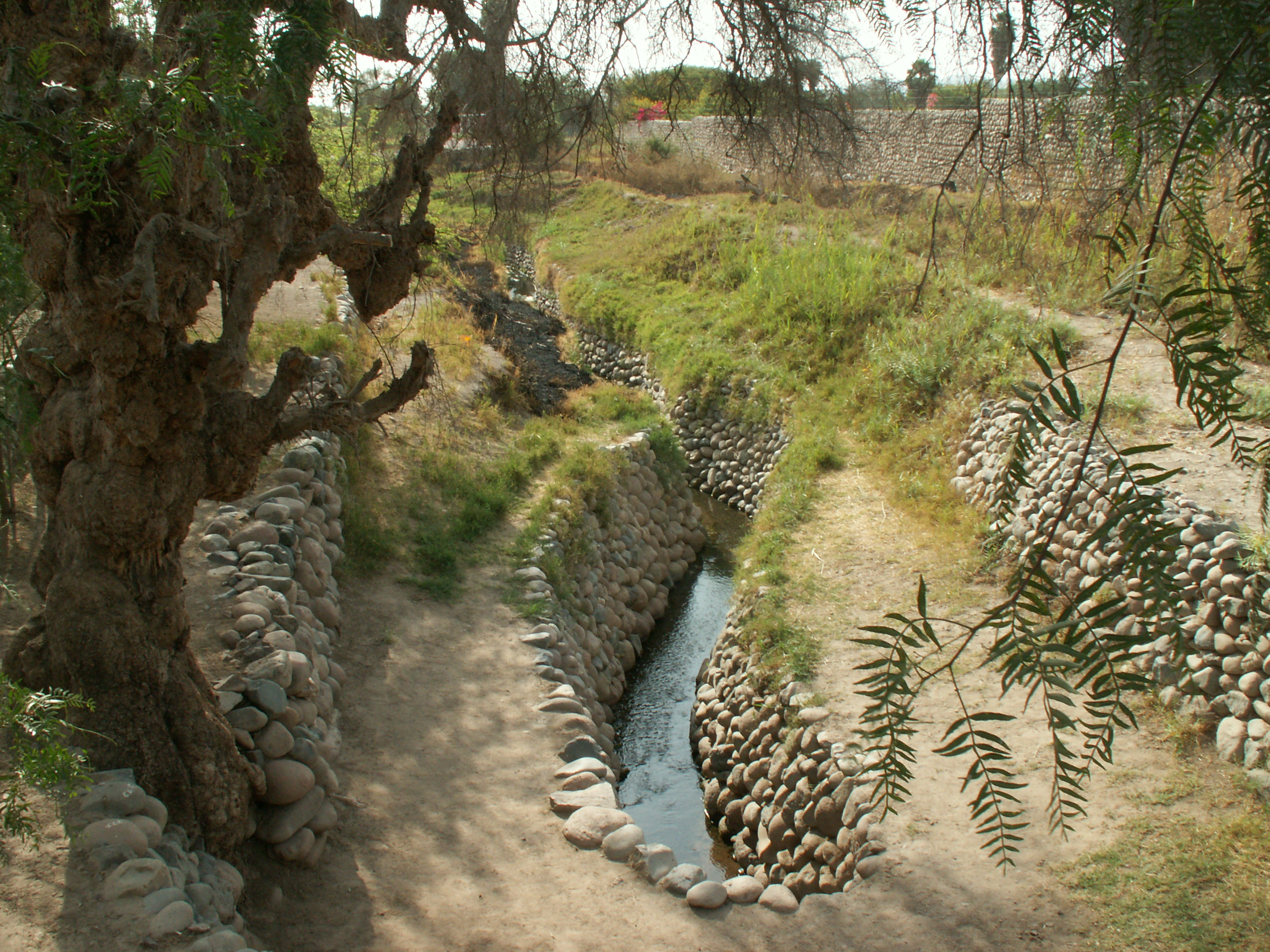
Canal de reg Nazca.

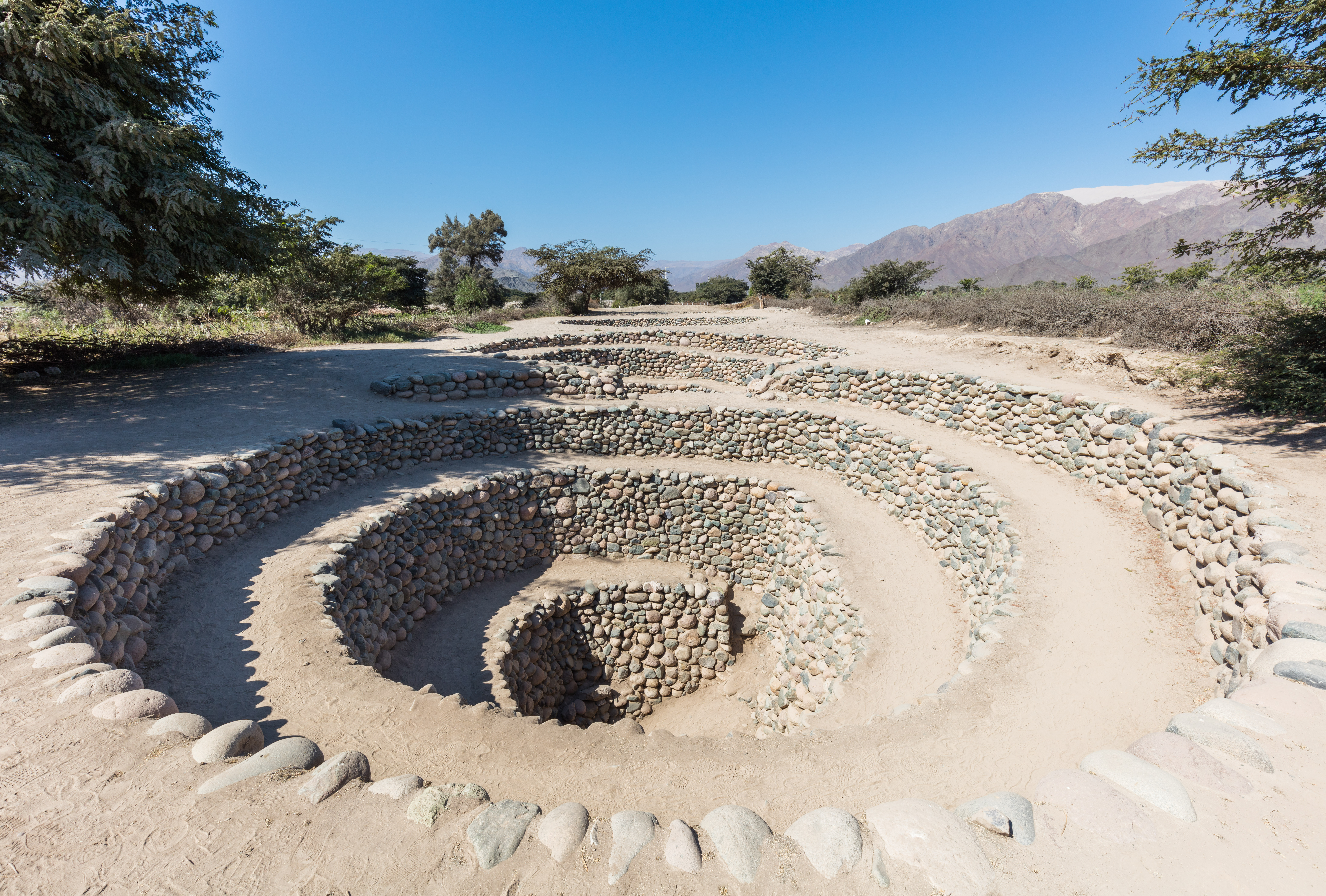
Aqüeducte subterrani de Cantalloc.

La tecnologia es va desenvolupar principalment en l'àmbit agrícola, aplicant l'enginyeria hidràulica ja esmentada per a la construcció d'un excel·lent sistema d'aqüeductes, canals i pous, amb la finalitat d'abastir d'aigua els terrenys de cultiu de manera permanent. Aquests canals d'irrigació encara estan en ús.
Per fer els aqüeductes, primer cavaven uns quants pous ubicats a 20 o 50 metres els uns als altres, fins que trobaven la capa freàtica (és a dir, el nivell pel qual discorre l'aigua al subsòl). Després, les aigües així trobades eren canalitzades a través de canals subterranis (treballats amb pedres, lloses i sostre de tronc de huarango) i conduïdes cap als dipòsits d'aigua, anomenats localment cotxes, des d'on s'irrigaven les valls. De tant en tant, aquests canals subterranis presentaven «ulls» o pous, pels quals es podia baixar per tal de fer la neteja i el manteniment necessaris.
Les obres d'aqüeductes van significar un gran esforç físic, organitzat i direcció tècnica d'enginyers hidràulics. Els aqüeductes més importants són: Ocaña, Matara, Uchulla, Teixeix, Bisambro, Cantillo, Aja, Curve, Llícuas, Soisonguito, Copara i l'Achirana.

## Organització social
Al cap de la piràmide social dels Nazca hi havia les autoritats centralitzades, constituïdes pels senyors i els sacerdots. Aquests tenien la capacitat d'organitzar el treball comunitari i dirigir les complexes activitats cerimonials. Aquesta elit vivia en edificis piramidals, en sectors especials les habitacions dels quals estaven fetes amb tova i murs coberts amb una capa de guix o calç per tapar les esquerdes.

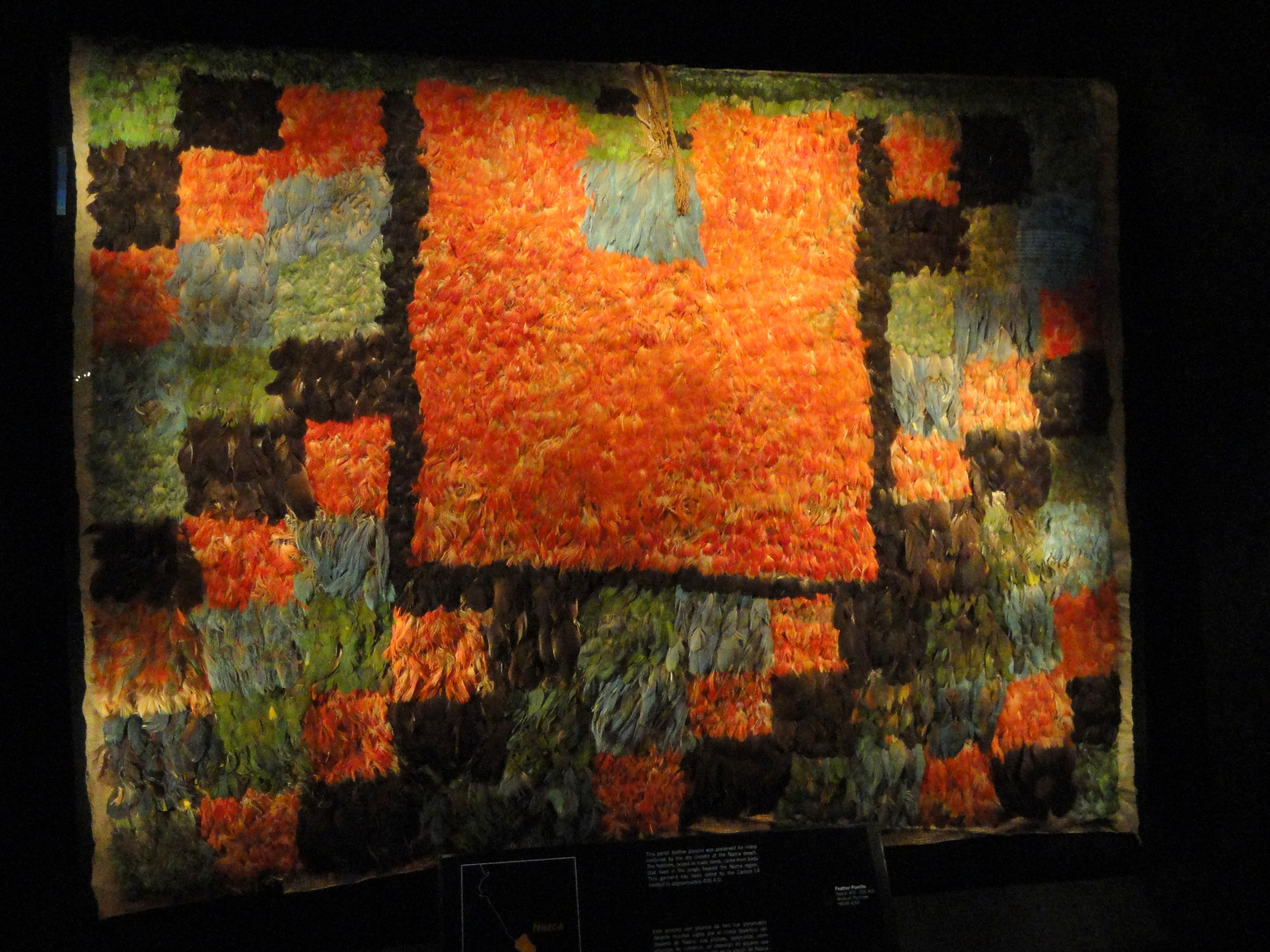
Túnica amb plomes

Al servei d'aquestes autoritats hi havia una gran quantitat d'artesans especialitzats, com ara ceramistes i tèxtils, astròlegs, músics i soldats, els quals habiten a petites ciutats i centres cerimonials, entre els quals destaca el complex de Cahuachi. Els guerrers en particular formaven una classe social molt respectada i temuda. Com que eren caracteritzats per la seva força i orgull
A la base de la societat hi havia els agricultors i pescadors, els quals vivien dispersos en diversos punts del territori. Els pagesos tenien gairebé la totalitat de les valls, ja que així podrien desenvolupar l'agricultura, amb més espai i terreny fèrtil.

## Organització política

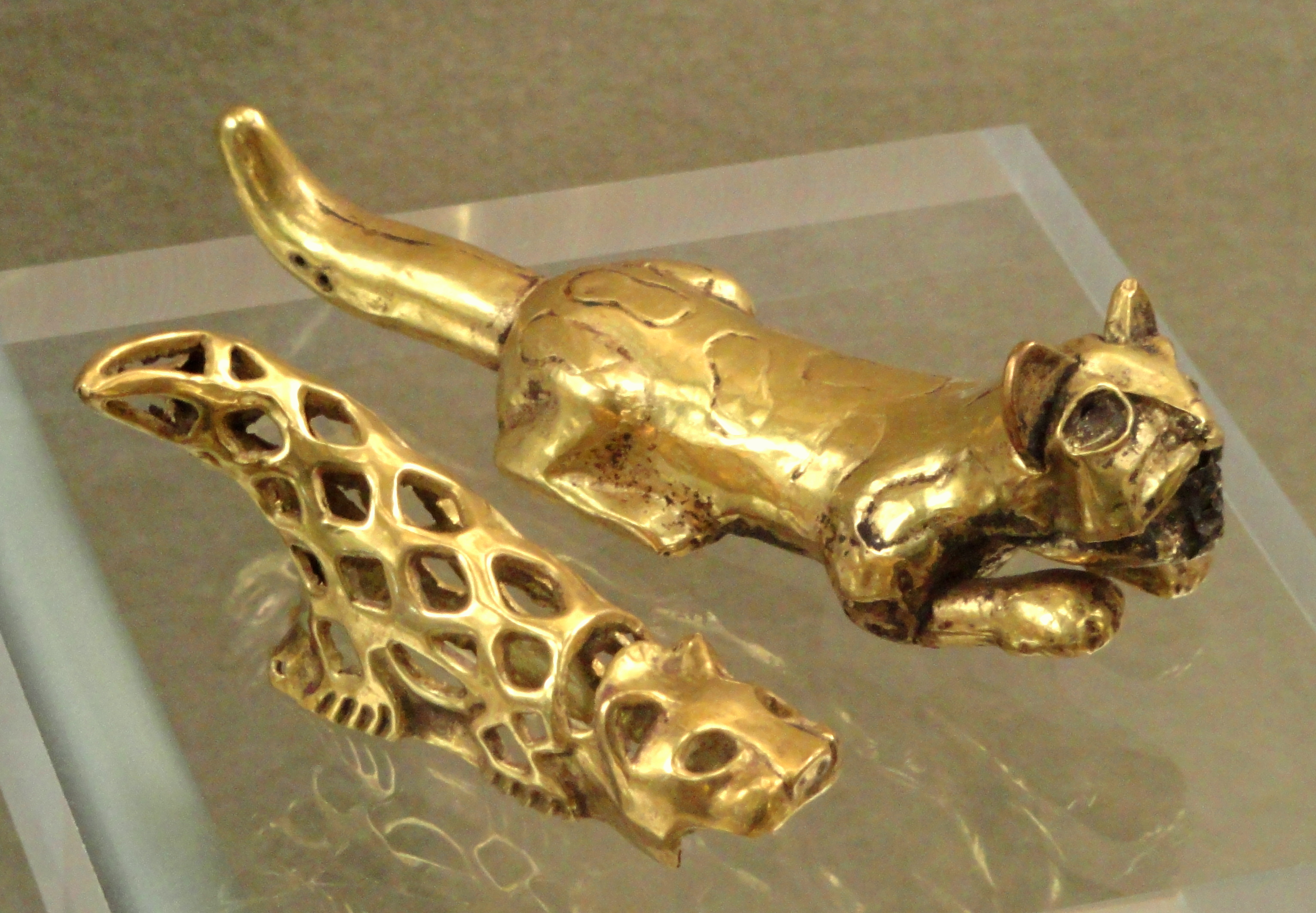
Figures de felins, fetes en or

La cultura Nazca no va tenir un govern unificat ni una capital, sinó que va ser una agrupació de senyorius locals. Aquests senyorius ocupaven les valls, als extrems de les quals es trobaven els assentaments, ja que la resta del territori al llarg de cada riu estava dedicat exclusivament a l'agricultura.
Aquests senyorius realitzaven eventualment aliances, sent l'únic vincle comú la religió, a més de la cultura. Les lluites entre ells van haver de ser incessants.
Els nasques eren molt aficionats de la guerra. Caminaven sempre a la recerca de caps-trofeus i pintaven els rostres imitant les taques del falcó, tal com es pot apreciar en les seves representacions artístiques.
Es presumeix que l'expansió de la cultura va ser de tipus militar, violenta i sagnant, sobre la base dels fets següents: l'aparició brusca de la ceràmica Nazca en alguns jaciments; l'existència de ciutats fortificades a l'àrea Nazca; la gran quantitat d'armes trobades a les tombes; i el costum dels caps-trofeu. L'expansió nasca va obeir possiblement a la recerca de noves terres de cultiu, davant del procés de desertificació que amenaçava el seu propi territori.

## Costums
Alguns costums dels Nazcas van ser les següents:
- Els treballs que ells realitzaven la majoria de vegades eren acompanyats per un banquet que gairebé sempre era chicha amb diversos aliments.
- Hi ha testimonis de cultes individuals com a ofrenes en forma de lligats.
- Hi ha també testimonis de cultes col·lectius, de consum d'aliments en recipients cerimonials i acompanyament musical amb antares i tambors.
- Quan per alguna raó es jutjava que la huaca resident al temple perdia el seu poder o estava descontenta, la comunitat procedia a reconstruir-la. S'esfondraven els sostres i les parets i es trencaven les columnes, però els fonaments eren curosament sepultats i segellats. Sobre la plataforma es construïa un nou ambient de culte. El nombre de reconstruccions tenia relació amb la importància i el poder polític de la comunitat encarregada del seu culte.
- Estaven acostumats als sacrificis humans en rituals religiosos o en cerimònies bèl·liques.
- Momificaven els caps de les persones mortes, adornant-los i teixint-los, per fer els seus ritus, com una ofrena als seus déus.

## Assoliments culturals

### Estils
En el desenvolupament de l'estil Nazca es perceben amb claredat dues tendències:
- La Monumental, relativament sòbria i naturalista.
- La prolífera, de tipus barroc, amb èmfasi en els aspectes sobrenaturals.

També es distingeixen quatre etapes:[7]
- Nazca Primerenc, amb la tendència Monumental (aprox. 100 a. C.-400 d. C.).
- Nazca Mitjà, amb totes dues tendències, la Monumental i la Prolífera (aprox. 400-500 d. C.).
- Nazca Tardà, amb la tendència Prolífera (aprox. 500-700 d. C.).
- Epigonal o Disyunctivo, etapa en la qual sobreviuen alguns elements Nazcas, en un context cultural totalment canviat (700-900 d. C.)

Existeixen eències que indiquen que la passada d'una tendència a una altra, ocorreguda cap al segle v V-segle VI d. C., va estar condicionada per importants canvis polítics i socials.

### Geoglifs
Els geoglifs són l'expressió artística més coneguda dels Nazca. Aquests són uns enormes dibuixos traçats sobre les pampas de Jumana, Enginy, San José i Socos, entre Nazca i Palpa, al nord de l'assentament de Cahuachi (entre els km 419 i 465 de la Panamericana Sud). Es tracta d'unes 10 000 línies que cobreixen una àrea de 520 km². Representen una sèrie de figures antropomorfes, zoomorfes, fitomorfes i amorfes, associades a línies rectes de diversos quilòmetres de llarg, que formen 40 placetes amb diverses formes (triangles, trapezis). Entre els dibuixos més grans podem esmentar el Mono (90 m), el Llangardaix (180 m), el Pelicà i el Còndor (135 m cadascun). Altres figures destacables són el Colibrí i l'Home-òliba. Totes han estat realitzades amb una precisió que fins avui sorprèn el món. Van ser descobertes el 1926 per Toribio Mejía Xesspe, llavors un jove arqueòleg, col·laborador de Julio C. Tello. Després ha estat estudiada per Paul Kosok el 1941 i sobretot per la cèlebre María Reiche, que va dedicar 40 anys de la seva vida a la seva investigació i conservació. Sobre el seu significat, s'han teixit una sèrie de teories, que van des de les especulacions fantàstiques fins a les de caràcter científic. La teoria més difosa és que sigui un gegantí calendari astronòmic, amb finalitat pràctica. Una altra possibilitat és que les pampas fossin un lloc sagrat en què es realitzaven cerimònies religioses; les línies serien camins o cecs cap als adoratoris i les figures s'haurien fet per agradar als déus.
Crida també l'atenció el fet que aquestes línies hagin sobreviscut malgrat el pas del temps. Això s'explicaria per la seva ubicació, en una zona desèrtica amb poques precipitacions i protegida del vent, cosa que demostraria els coneixements de geografia i meteorologia que van tenir els Nazca. Les figures són difícils d'observar des del pla. Per visualitzar-les cal elevar-se a certa alçada.
Els dibuixos de Nazca formen part d'una tradició practicada a altres indrets del Perú. Entre Saña al nord i Tacna al sud s'han pogut ubicar més de 20 llocs amb línies i dibuixos entre els quals destaca les Pampas de Siguas. Tot i això, cap d'aquests iguala els de Nazca quant a enormitat, precisió i abundància.

### Arquitectura

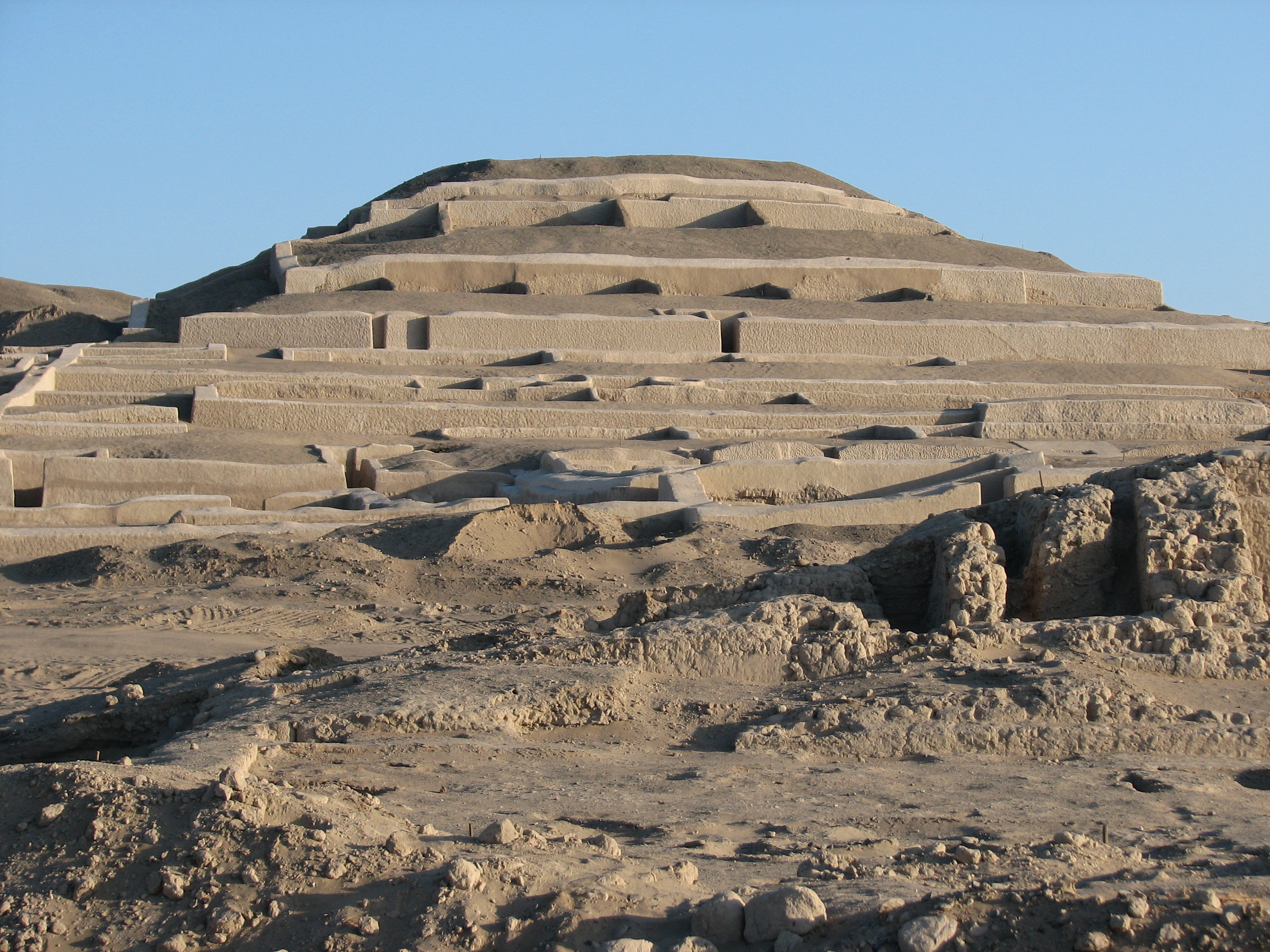
Complex arqueològic de Cahuachi, atribuït a la cultura Nazca.

Els Nazca van utilitzar com a principal tècnica l' ús de l ' adobe. Destaca el complex arqueològic de Cahuachi, a la vora del Riu Gran, amb més de 150 hectàrees de superfície. Té un temple de tall piramidal, de terrasses superposades, i un palau dels caps guerrers, al bell mig de sis barris o complexos arquitectònics ben definits. Es poden detectar dues tècniques de construcció: una amb toves de forma cònica i una altra amb parets de cinquena. Són, però, poques les construccions massives i sòlides de tova; la majoria de les estructures va ser aixecada sobre sòls elevats i monticles, a sobre i al voltant dels quals es van erigir estructures artificials.
Més que un centre urbà, Cahuachi va haver de ser més principalment un centre cerimonial, el més important dels Nazca, segons tots els indicis. El caràcter sagrat d'aquest lloc ho evidencia el fet que, abans de la seva construcció, va ser un lloc de huacas, és a dir, de llocs sagrats segons la cosmovisió andina (com podria ser un turó de formació peculiar). El que van fer els arquitectes Nazcas va ser elaborar i exagerar l'aspecte truncat d'aquests turons.
Cahuachi va florir de principis del segle i fins al 750, aproximadament. En la seva última fase, hi ha indicis que moltes de les seves estructures van ser destruïdes, mentre que altres van ser sepultades amb gruixudes capes d'argila. Es va convertir principalment en un gran cementiri, cosa que coincideix amb un període d'enfrontaments bèl·lics dins de la societat Nazca.
A 4 km de Cahuachi es troba L'Estaqueria, que seria el lloc que li va succeir com a centre cerimonial. Allà hi ha les restes d'una plataforma artificial de tova on originalment hi havia 240 pals de huarango, distribuïts en 12 fileres de 20 estaques cadascuna. Cada estaca està separada una de l'altra per una distància de dos metres i semblen ser columnes que suportaven un sostre. Malauradament, aquestes estaques han anat desapareixent de mica en mica i actualment en queden poques dempeus. Les investigacions han determinat que L'Estaqueria es va mantenir vigent fins a l'any 1000 (època wari) quan va ser sepultat per una allau de fang i sorra.
Altres centres urbans Nazcas van ser Tambo Vell, Huaca del Lloro i Pampa de Tinguiña.

### Ceràmica

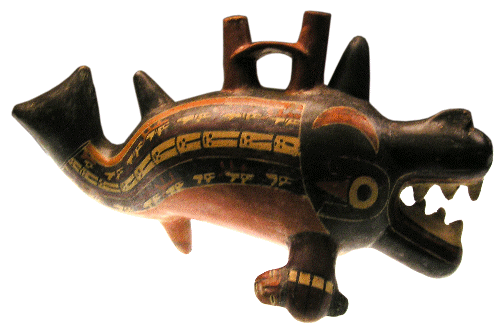
Ceràmica Nazca.

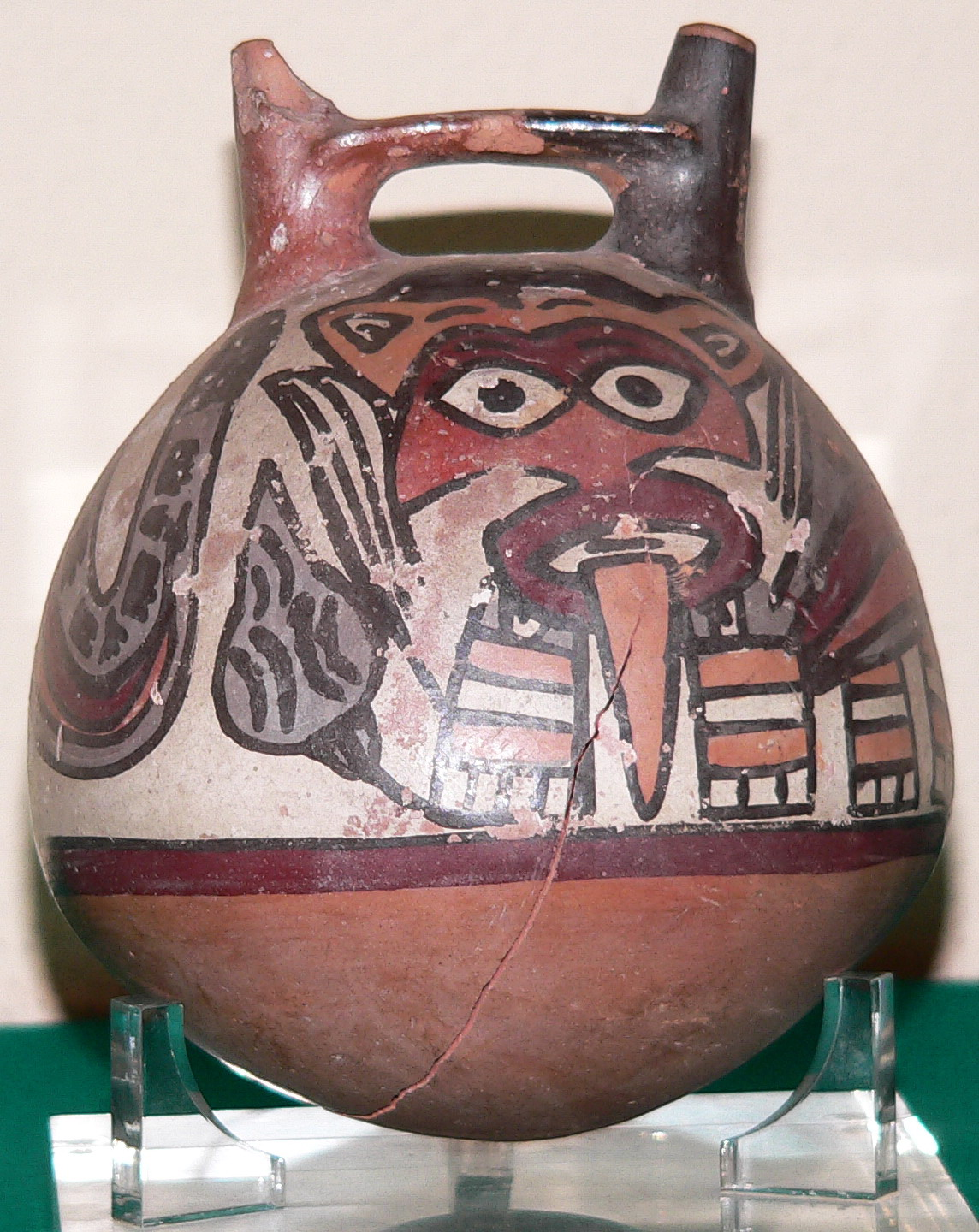
Típic huaco Nazca, amb dos pics cilíndrics verticals i amb ansa pont.

Estudiada per Max Uhle, John Rowe, Alfred Kroeber, Dorothy Menzel i Donald Proulx, la ceràmica Nazca és considerada com la millor aconseguida de l'antic Perú, per la seva alta qualitat i varietat.
Una tècnica peculiar usada va ser que abans de la cocció del ceramio es pintava o decorava tota la seva superfície. Aquesta decoració destaca per la seva policromia i la seva complexitat. Usaven fins a onze gradacions de color en una sola peça, i manejaven uns 190 matisos diferents.
La forma més típica dels atuells és el càntir globular amb dos pics o abocadors i amb nansa-pont, esquema bàsic que adopta una infinitat de variants, sigui en el cos, que adopta diferents formes, sigui en les canelles, l'extensió de les quals és molt variable. També van fabricar olles esfèriques, tasses i gots.

### Escultura
Els motius Nazca es divideixen en tres categories:
- Naturalistes : il·lustren l'entorn.
- Mítics o religiosos : ens revelen la percepció que tenien els Nazcas del món espiritual.[17]
- Geomètrics : destaquen cercles, semicercles, rombes, línies, espirals, esglaons, etc.

Dorothy Menzel va dividir la ceràmica Nazca en nou fases:

### Tèxtil
Els Nazca van ser hereus de cultura toparà (anomenada abans Paracas-Necròpolis) pel que fa a l'elaboració de finíssims mantells o teles, encara que no van aconseguir la mateixa qualitat i sumptuositat en els acabats. De tota manera destaca per la varietat de tècniques emprades i la complexitat dels dissenys. Per elaborar els teixits, van utilitzar cotó i llana de camèlids. Van dominar les tècniques d'embrossat, tapisseria, gasa, teles pintades, teixit tridimensional i brodats. Aquests darrers són particularment notables. Sobre la tela plana de cotó brodaven amb la llana de camèlids tenyida amb variats colors. Els ceramistes Nazca van traslladar aquests dissenys a la superfície dels seus atuells.

### Orfebreria
La pràctica dels caps trofeu o caps humans decapitats convertits en trofeus, van tenir el seu origen en les cultures Chavín i Paracas, encara que sota els Nazca van aconseguir una gran difusió. Tant així, que fins i tot es troben representades profusament a la primerenca ceràmica Nazca.
Per elaborar aquests caps, es treia el cervell per la base del crani; després la boca era cosida o tancada amb espines, i es feia un petit buit al front, per on passava una corda perquè poguessin ser penjades a la cintura o al coll.
Sobre la seva finalitat, està molt difosa la creença que es tractaven de trofeus de guerra: el guerrer vencedor tenia dret de tallar el cap a l'enemic vençut i convertir-lo en un trofeu que sempre portava. Seria també com un ritual de prevenció de qualsevol mal que pogués fer l'esperit del guerrer mort. Tot i això, la troballa de caps de nens i dones que no estan associades a contextos bèl·lics, ha fet suposar que fossin més aviat pràctiques vinculades al culte de la fertilitat.
D'acord amb estudis realitzats a les tombes de Cahuachi i altres llocs Nazcas, Helaine Silverman suggereix que aproximadament el 5% dels habitants de Nazca van acabar com a caps-trofeu, cosa que ens dona una idea de l'enorme difusió d'aquesta pràctica.

### Música
La construcció d'antares de ceràmica que superen tots els instruments musicals d'Amèrica precolombina. Les antaras de Nazca posseeixen 8, 9, 10, 11 notes diferents. Són escales cromàtiques.
Altres instruments musicals trobats a les tombes dels Nazcas —construïts de ceràmica— són quenes, trompetes, bombos i tambors. En el cas dels tambors Nazca, el pegat era col·locat a la part de baix i per fer-lo sonar, es posava de costat. Tots aquests instruments musicals estan decorats molt artísticament, amb escenes o dibuixos mítics, i animals estilitzats, tots de característiques policroma. Moltes vegades, els instruments tenien també formes antropomorfes, com ara caps de persones, o també d'animals.
Miguel Oblitas Bustamante important musicòleg, compositor i director d'orquestra ha efectuat moltes de les seves obres amb les diverses escales de Nasca mil·lenària, com la simfonia Las Pampas de Nasca, Dansa Nasca, entre d'altres.

## Creences
La civilització Nazca realitzava rituals a les divinitats del mar, el cel, la terra, el foc, l'aigua, el vent i el déu creador. Gran part de les seves construccions i elaboracions, es feien per als déus, per tal que no hi hagués sequeres, i que els canals no s'assequessin. La seva religió també tenia a veure molt amb el misteri de les Línies de Nazca, que són considerades per alguns com un cercle agrícola i calendari astronòmic, però d'altres diuen que aquestes eren lloc de nombrosos rituals dedicats als seus déus. Unes persones opinen que les seves Línies de Nazca eren per a esdeveniments astronòmics ja que veien llums que no eren estrelles, per això només es veu des d'una vista aèria.

## Enterraments i fardells funeraris

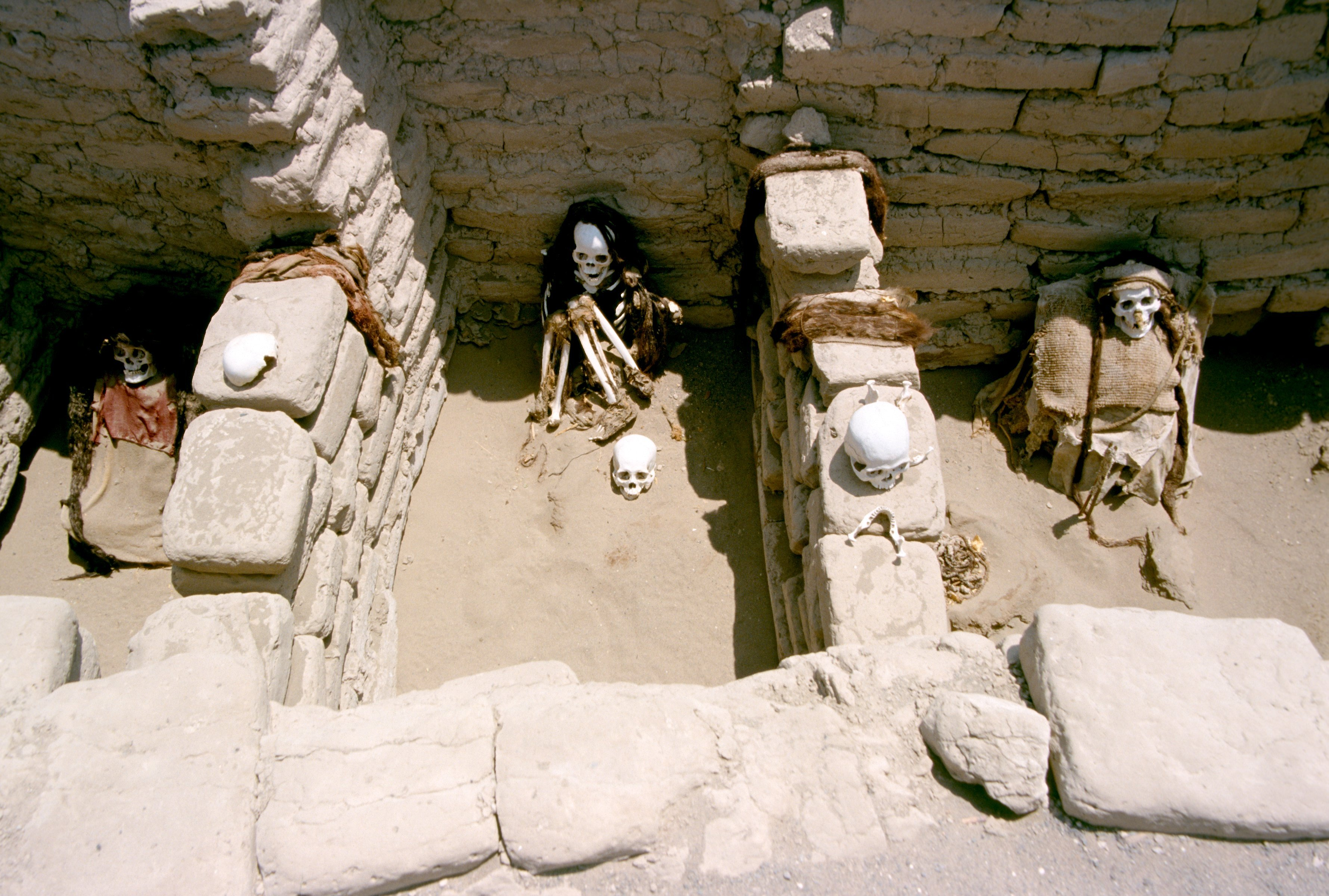
Tombes Nazca en Chauchilla

Els enterraments típics dels Nazca són en general individuals, dins un pou poc profund. En les època de Nasca Medio i Tardío van aparèixer enterraments en cambres funeràries profundes, amb les parets revestides i amb aixovars més grans que en èpoques anteriors, cosa que suggereix l'aparició d'elits poderoses i una diferenciació social més gran. Al lloc de la Muña, a la vall de Palpa, s'han registrat aquest tipus de cambres funeràries, associades amb arquitectura cerimonial, però per desgràcia, ja estaven devastades pels huaqueros.
La posició de la persona enterrada pot ser flexionada o tirada. Els cossos flexionats (posició fetal) estan embolicats amb diverses capes de mantells, fins a formar un fardell, similar a la de la cultura paraques. Alguns fardells compten amb l'anomenat «cap fals», un petit embalum a la part superior, que simula un cap. Acompanyen a l'enterrament una varietat d'ofrenes, esmaixades o atuells plens d'aliments, armes, així com una sèrie de complements de vestir com gorres, plomalls i ramells. La importància del difunt es pot determinar per la complexitat de la teulada de la cambra i la quantitat d'objectes que conté. Les tombes dels homes i dones del poble no tenen luxe.
Un típic cementiri Nazca es troba a Chauchilla, a 30 km de l'actual ciutat de Nazca. Està compost per cambres funeràries i fosses sostrades de canya i fang. Per desgràcia ha estat saquejat intensament, perdent bona part de la informació que guardava. Actualment les mòmies estan exposades al medi ambient.